# Нидеросберген
Нидеросберген (фр. Niederhausbergen) — коммуна на северо-востоке Франции в регионе Гранд-Эст (бывший Эльзас — Шампань — Арденны — Лотарингия), департамент Нижний Рейн, округ Страсбур, кантон Энайм. До марта 2015 года коммуна административно входила в состав упразднённого кантона Мюндольсайм (округ Страсбур-Кампань).
Площадь коммуны — 3,06 км², население — 1352 человека (2006) с тенденцией к стабилизации: 1394 человека (2013), плотность населения — 455,6 чел/км².

## Население
Население коммуны в 2011 году составляло 1328 человек, в 2012 году — 1361 человек, а в 2013-м — 1394 человека.
| 1962 | 1968 | 1975 | 1982 | 1990 | 1999 | 2006 | 2008 | 2011 | 2012 | 2013 |
| ---- | ---- | ---- | ---- | ---- | ---- | ---- | ---- | ---- | ---- | ---- |
| 537  | 666  | 753  | 790  | 1212 | 1380 | 1352 | 1344 | 1328 | 1361 | 1394 |

Динамика населения:

## Экономика
В 2010 году из 887 человек трудоспособного возраста (от 15 до 64 лет) 657 были экономически активными, 230 — неактивными (показатель активности 74,1 %, в 1999 году — 75,8 %). Из 657 активных трудоспособных жителей работали 633 человека (329 мужчин и 304 женщины), 24 числились безработными (11 мужчин и 13 женщин). Среди 230 трудоспособных неактивных граждан 107 были учениками либо студентами, 81 — пенсионерами, а ещё 42 — были неактивны в силу других причин.